# Bleistraße 5 (Stralsund)

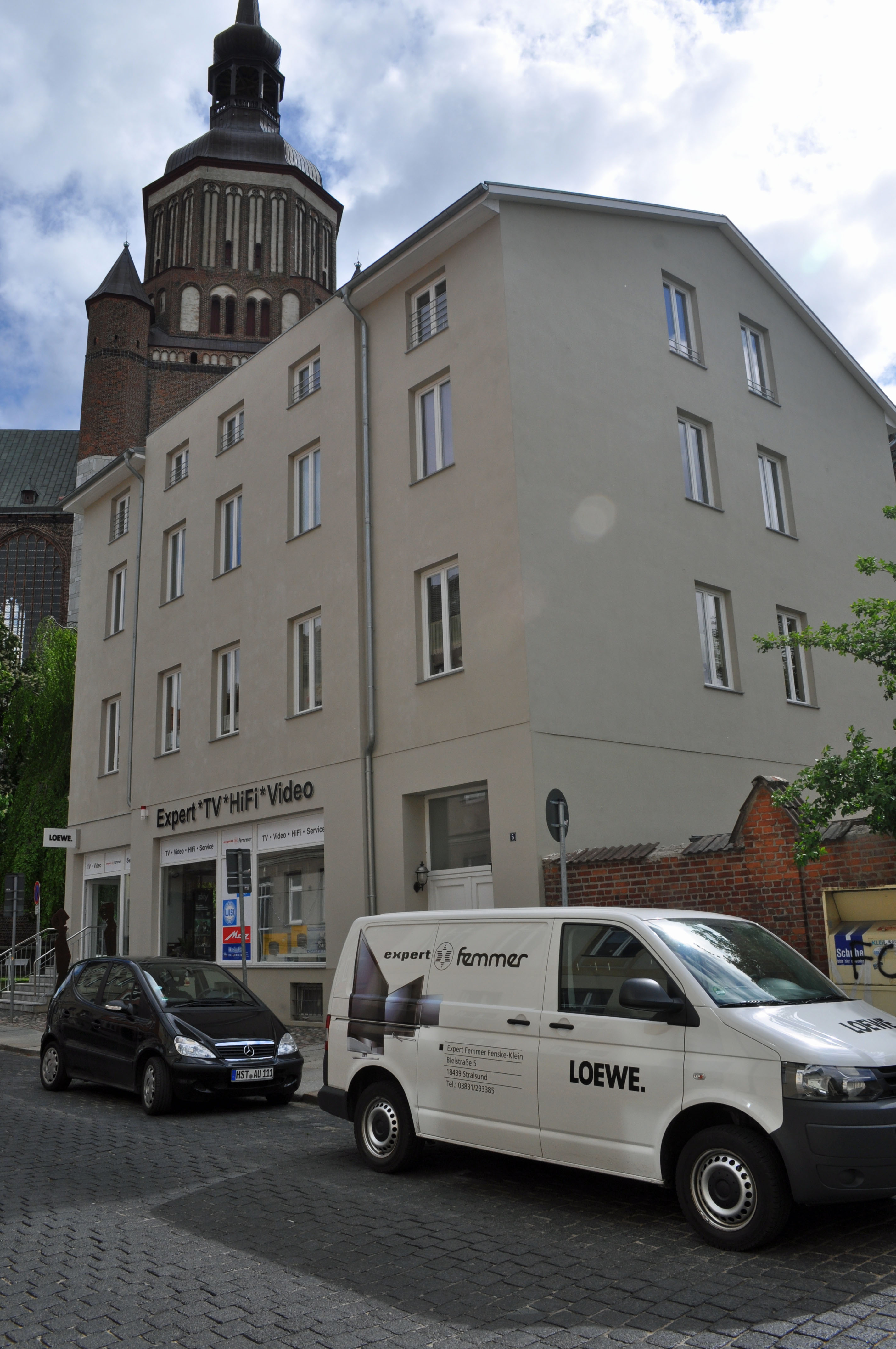
Das Haus Bleistraße 5 in Stralsund (2012)

Das Haus mit der postalischen Adresse Bleistraße 5 ist ein denkmalgeschütztes Gebäude in der Hansestadt Stralsund in der Bleistraße.
Der dreigeschossige Putzbau wurde in der ersten Hälfte des 19. Jahrhunderts errichtet. Im Jahr 1895 erfuhr es eine Veränderung; beim Bombenangriff auf Stralsund am 6. Oktober 1944 wurde es teilweise zerstört.
Die mittleren Achsen sind als flacher Risalit vorgezogen. Die zur St.-Marien-Kirche giebelständig Fassade weist zudem in den Obergeschossen der Mittelachsen Kolossalpilaster und im Erdgeschoss Putzrustika auf.
Das Haus liegt im Kerngebiet des von der UNESCO als Weltkulturerbe anerkannten Stadtgebietes des Kulturgutes „Historische Altstädte Stralsund und Wismar“. In die Liste der Baudenkmale in Stralsund ist es mit der Nummer 107 eingetragen.